# Symphysodon symphysodontelloides
Symphysodon symphysodontelloides là một loài rêu trong họ Pterobryaceae. Loài này được Baumgartner & J. Froehl. mô tả khoa học đầu tiên năm 1953.